# Prothona punctata
Prothona punctata är en insektsart som beskrevs av Caldwell 1945. Prothona punctata ingår i släktet Prothona och familjen sköldstritar. Inga underarter finns listade i Catalogue of Life.